# Nikos Kazantzakis

Firma di Nikos Kazantzakis.

Nikos Kazantzakis (in greco Νίκος Καζαντζάκης?, AFI: [ˈnikos kazanˈd͡zacis]; Candia, 18 febbraio 1883 – Friburgo in Brisgovia, 26 ottobre 1957) è stato uno scrittore, poeta, saggista, drammaturgo, filosofo, giornalista e traduttore greco, uno dei maggiori del XX secolo.

## Biografia
Kazantzakis nacque a Candia, una delle maggiori città dell'isola di Creta, al secolo un vilayet (provincia) dell'Impero ottomano, il 18 febbraio del 1883, figlio di Michalis Kazantzakis (1856-1932), un agricoltore originario di Varvaroi (odierna Myrtia, sede tra l'altro del Museo Nikos Kazantzakis), un paesino situato a circa 15 km a nord di Candia, e di Maria Christodoulakis (1862-1932), una casalinga originaria di Assyrotoi (odierna Kryoneri), un villaggio dell'unità periferica di Retimo, confluito nel comune di Mylopotamos nel 2001. Aveva due sorelle, Anastasia (n. 1884) ed Eleni (n. 1887), ed un fratello, Yorgos (n. 1890). L'isola all'epoca viveva un periodo caratterizzato da frequenti sommosse della popolazione nativa volte a conquistare l'indipendenza dall'Impero ottomano e l'unione con la Grecia, sommosse di cui anche il padre era partecipe.
Nel 1902 si trasferisce ad Atene dove si laurea in legge e successivamente, nel 1907, a Parigi. Qui segue alcune lezioni di Bergson e viene a contatto con la filosofia di Nietzsche, da cui sarà fortemente influenzato, come il motto Nec spe nec metu (Né con speranza, né con timore), motto in lingua latina. Viaggerà anche in Italia ed in Germania.
Tornato in patria lavora alla traduzione di opere filosofiche e nel 1911 sposa la scrittrice Galatea Alexiou da cui divorzierà nel 1926. Nel 1914 entra in contatto con Angelos Sikelianos, poeta e drammaturgo, dal cui entusiasmo nazionalistico viene contagiato e col quale visita i monasteri del Monte Athos e diverse altre regioni della Grecia. Nel 1919, in qualità di direttore generale del ministero per gli affari sociali, organizza il trasferimento delle popolazioni greche originarie del Ponto, dal Caucaso in Macedonia e Tracia a seguito della Rivoluzione Russa del 1917. Da questo momento in poi Kazantzakis viaggia costantemente, soggiornando a Parigi, a Berlino, in Italia, in Unione Sovietica come corrispondente di un quotidiano ateniese, in Spagna e Italia dove intervista Miguel Primo de Rivera e Benito Mussolini, a Cipro, Egitto, sul Monte Sinai, in Cecoslovacchia e di nuovo in Russia e in Francia. Le impressioni di questi soggiorni confluiscono in una serie di volumi ora considerati classici della letteratura di viaggio greca.

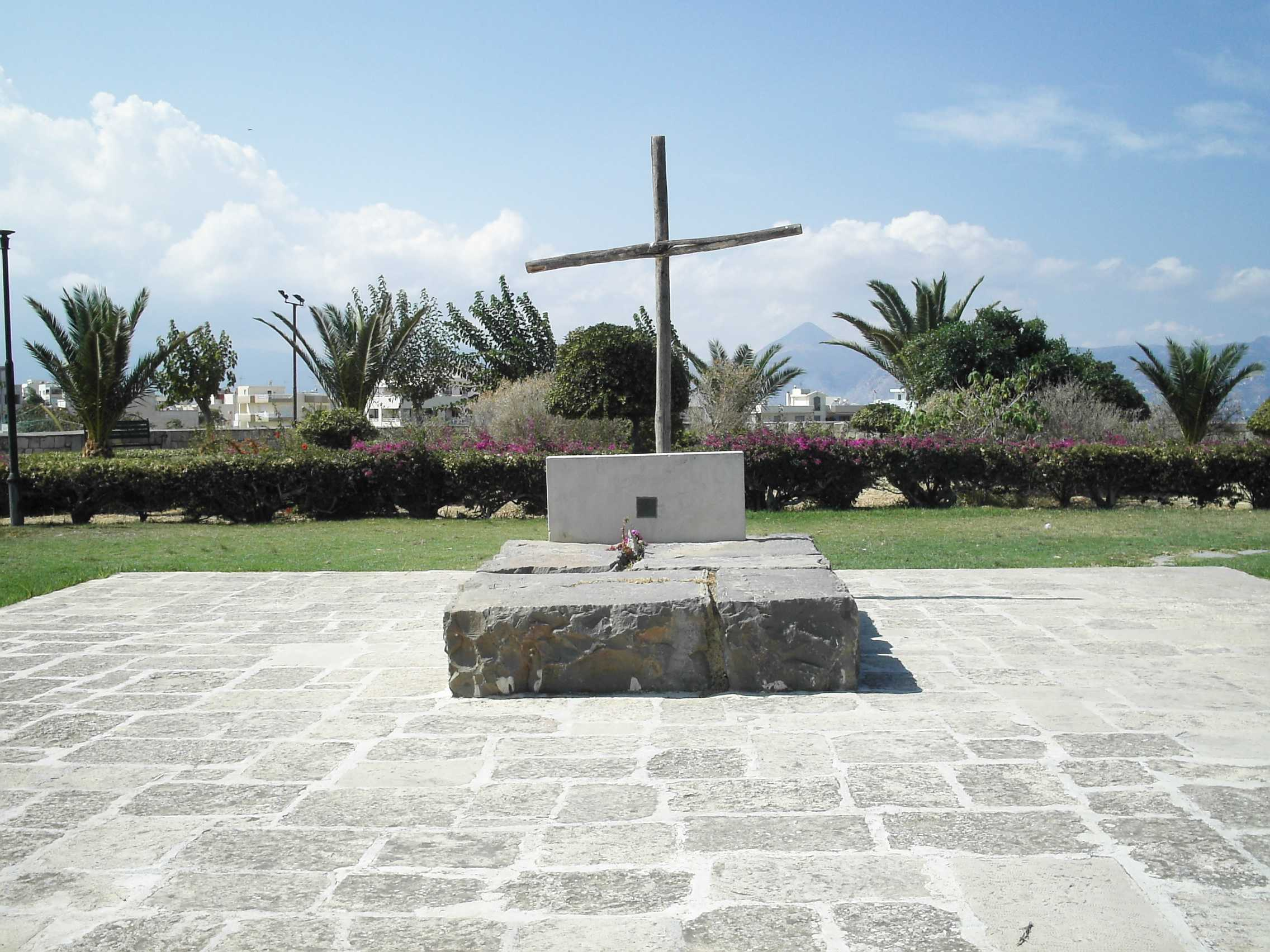
La tomba di Nikos Kazantzakis

Prima e durante la Seconda guerra mondiale vive sull'isola di Egina. Sposa nel 1945 Elena Samiou, sua compagna da molti anni. Lo stesso anno fa ritorno alla vita politica come ministro dell'educazione senza portafoglio del governo Sofoulis, carica che abbandonerà già nel 1946.
Lascia quindi la Grecia per non farvi più ritorno, anche a causa delle mutate condizioni politiche e si stabilisce in Francia, ad Antibes. Viene perseguitato dalla chiesa greca ortodossa a causa dei romanzi Capitan Michele e L'ultima tentazione, quest'ultimo posto all'indice anche dalla Chiesa cattolica romana.
Nel 1957, nonostante la leucemia diagnosticata qualche anno prima, inizia un nuovo viaggio in Cina e Giappone ma, a causa di un'infezione contratta a seguito di un vaccino, è costretto a tornare in Europa, dapprima a Copenaghen, poi a Friburgo in Brisgovia dove muore il 26 ottobre, all'età di settantaquattro anni. Viene sepolto a Candia. L'epitaffio sulla sua tomba recita:
Δεν ελπίζω τίποτα, δε φοβούμαι τίποτα, είμαι λέφτερος.
Non spero in nulla. Non temo nulla. Sono libero.

## Opere
Il primo lavoro narrativo risale al 1906 e consiste del romanzo Όφις και Κρίνο pubblicato sotto lo pseudonimo di Karma Nirvami. Nel 1910, dopo gli studi parigini, scrive la tragedia Ο Πρωτομάστορας [Il capomastro], basata su un racconto popolare greco.
L'opera centrale nella produzione di Kazantzakis è il poema Odissea in 24 canti per un totale di 33.333 versi, pubblicata nel 1938 ma frutto di sette diverse stesure durante quattordici anni di lavoro. Una versione in inglese, curata da Kimon Friar, ha ricevuto l'apprezzamento dello stesso Kazantzakis. Oltre alle versioni in tedesco, francese, spagnolo e svedese, ci sono state traduzioni in italiano di singoli brani a cura di Vittorio Volpi e di Nicola Crocetti, fino alla pubblicazione della traduzione integrale ad opera di Nicola Crocetti (2020).
Nel dopoguerra pubblica una serie di romanzi che rimangono tra le sue opere più famose. Questi includono Zorba il Greco (1946), Cristo di nuovo in croce (1948), Capitan Michele (1950), L'ultima tentazione (1951), pubblicato dapprima in Germania a causa della difficoltà a trovare un editore in Grecia e Il poverello di Dio, basato sulla vita di Francesco d'Assisi.
Le trasposizioni cinematografiche Colui che deve morire, 1957, tratto da Cristo di nuovo in croce per la regia di Jules Dassins ma soprattutto Zorba il Greco, 1964 di Michael Cacoyannis e quella operistica, La passione greca di Bohuslav Martinů, anche questa ispirata da Cristo di nuovo in croce,  portano il lavoro di Kazantzakis all'attenzione del pubblico internazionale. Il film L'ultima tentazione di Cristo, diretto da Martin Scorsese, riesce ancora, nel 1988, a suscitare lo scandalo di alcuni gruppi religiosi in America.

### Opere in greco
Tra parentesi quadre la traslitterazione e la traduzione letterale del titolo originale

#### Poesia e saggi
- Όφις και Κρίνο [Ofis ke Krìno], 1906. Pubblicato sotto lo pseudonimo di Κάρμα Νιρβαμή [Karma Nirvami].
- Salvatores dei. Ασκητική [Askitikí: Ascetica], in "Anayènnisi" [Rinascimento], luglio-agosto, 1927.
- Χριστός [Christòs: Cristo], poema, 1928
- Τόντα-Ράμπα [Tòda-Ràba], 1934
- Οδύσσεια [Odìssia: Odissea], poema, 1938;
- Αναφορά στον Γκρέκο [Anaforà ston Grèko: Rapporto a El Greco], autobiografia, 1961. Una traduzione parziale in italiano è apparsa con il titolo El Greco e lo sguardo cretese mentre la traduzione completa è apparsa come Rapporto al Greco.
- Συμπόσιον [Simpòsion: Simposio], saggio, pubblicato postumo nel 1974.

#### Narrativa
- Βίος και Πολιτεία του Αλέξη Ζορμπά [Vìos ke Politìa tu Alèxi Zorbà: Vita e opere di Alexis Zorba], romanzo, 1946. Tradotto in italiano con il titolo Zorba il greco.
- Ο καπετάν Μιχάλης [O kapetàn Michàlis: Il capitano Mikalis], romanzo, 1950. Tradotto in italiano con il titolo Capitan Michele.
- Ο Χριστός ξανασταυρώνεται [O Christòs xanastavrònete], romanzo, 1954. Tradotto in italiano con i titoli Cristo di nuovo in croce e La seconda crocifissione di Cristo.
- Ο τελευταίος πειρασμός [O teleftèos pirasmòs: L'ultima tentazione], romanzo, 1955. Tradotto in italiano con il titolo L'ultima tentazione di Cristo.
- Ο Φτωχούλης του Θεού [O ftochùlis tu Theù: Il poverello di Dio], romanzo, 1956. Tradotto in italiano con i titoli Il poverello di Dio; e Francesco.
- Ο Βραχόκηπος [O Brachòkipos: Il giardino roccioso], romanzo, pubblicato postumo in inglese [The Rock garden] nel 1963.
- Οι αδερφοφάδες. θέλει, λέει, να 'ναι λεύτερος, σκοτώστε τον! [Oi Aderfofàdes: I fratricidi], romanzo, pubblicato postumo in francese [Les Fréres enemìs] nel 1978.

#### Teatro
- Ξημερώνει [Ximeròni], 1906.
- Ο Πρωτομάστορας [O Protomàstoras: Il capomastro], 1910.
- Νικηφόρος Φωκάς [Nikifòros Fokàs: Niceforo Fokas], 1927.
- Τριλογία του Προμηθέα [Triloyìa tu Promithèa: Trilogia di Prometeo], 1941-43.
- Ιουλιανός [Iulianòs: Giuliano], 1945.
- Καποδίστριας [Kapodìstrias: Capodistria], 1946.
- Μέλισσα [Mèlissa], 1955.
- Κωνσταντίνος Παλαιολόγος [Konstantìnos Paleològos: Costantino Palaiologos], 1956.
- Σόδομα και Γόμορρα [Sòdoma ke Gòmorra: Sodoma e Gomorra], 1956.
- Βούδας [Vùdas: Budda].
- Χριστόφορος Κολόμβος [Christòforos Kolòmvos: Cristoforo Colombo].
- Θέατρο (σε τρεις τόμους) [Thèatro (se tris tòmus): Teatro, in tre volumi].

#### Resoconti dei viaggi
- Τι είδα στη Ρουσία [Ti ìda sti Rusìa], 1928
- Ταξιδεύοντας. Α΄, Ισπανία [Taxidèvontas. A, Ispanìa: Viaggiando. A, Spagna], 1927?
- Ταξιδεύοντας. Β΄, Ιαπωνία - Κίνα [Taxidèvontas. B, Iaponìa - Kìna: Viaggiando. B, Giappone - Cina]
- Ταξιδεύοντας. Γ΄, Αγγλία [Taxidèvontas. C, Anglìa: Viaggiando. C, Inghilterra], 1941
- Ταξιδεύοντας. Ιταλία, Ισπανία, Αίγυπτος, Σινά [Taxidèvontas. Italìa, Ispanìa, Eyiptos, Sinà: Viaggiando. Italia, Spagna, Egitto, Sinai]
- Ταξιδεύοντας. Ιταλία, Αίγυπτος, Σινά, Ιερουσαλήμ, Κύπρος [Taxidèvontas. Italìa, Eyiptos, Sinà, Ierusalìm, Kìpros: Viaggiando. Italia, Egitto, Sinai, Gerusalemme, Cipro]

#### Lettere
- Επιστολές προς τη Γαλάτεια [Epistolès pros ti Galàtia: Lettere a Galatea]
- 400 Γράμματα στον Παντελή Πρεβελάκη [400 Gràmmata stov Pantelì Prevelàki: 400 lettere a Pantelì Prevelaki]

#### Traduzioni di Kazantzakis in greco moderno
- Η Θεία Κωμωδία [I Thìa Komodìa], Atene: Kyklos, 1934 (500 esemplari numerati); Atene: Ekdoseis Helenes Kazantzake, 1992. Traduzione greca della Divina Commedia di Dante.
- Ομήρου Οδύσσεια [Omìru Odìssia], Atene: Bibliopoleio tis Hestias, 1986. Traduzione greca dell'Odissea di Omero
- Ο Ηγεμόνας [O Igemònas], Atene: ed. Galaxias 1961. Traduzione greca del Principe di Niccolò Machiavelli
- Traduzioni di Shakespeare, Goethe, Nietzsche, Darwin, Rimbaud e Garcia Lorca.

### Opere tradotte in italiano
Scarse sono state, fino a tempi recenti, le traduzioni in italiano dell'opera di Kazantzakis, spesso condotte sulle versioni inglesi o francesi:
- Zorba il greco, traduzione (dalla versione inglese) di Olga Ceretti Borsini, Milano: Aldo Martello Editore, 1955, 1965; Milano: Mondadori, 1966, 1971, 1989; Zorba il greco, prima versione italiana integrale dal greco di Nicola Crocetti, Milano: Crocetti Editore (collana Piccola Aristea 2), 2011; ISBN 978-88-8306-218-6.
- Cristo di nuovo in croce, traduzione dal neogreco di Mario Vitti, Milano: Mondadori, 1955, 1965, 1974; con il titolo La seconda crocifissione di Cristo, Roma: Castelvecchi, 2011.
- Capitan Michele, traduzione di Edvige Levi Gunalachi, Milano: Aldo Martello Editore, 1959.
- L'ultima tentazione, traduzione (dall'edizione francese) di Marisa Aboaf e Bruno Amato, Milano: Frassinelli, 1987; Milano: CDE, stampa, 1988; L'ultima tentazione, traduzione dal neogreco di N. Crocetti e G. Tentorio, Crocetti Editore (collana Piccola Aristea), Milano, 2018, ISBN 978-88-8306-269-8
- Il poverello di Dio, a cura di Costantino Nikas, Sant'Arpino: Istituto di Studi Atellani, 1983; Il poverello di Dio, traduzione dal neogreco di Francesco Màspero, Mondadori, 1987; con introduzione di Francesco Màspero e presentazione di P. Yannis Spiteris, Casale Monferrato: Piemme, 1989, 1990; Francesco, traduzione di Valentina Gilardi, Milano: Crocetti Editore (collana Piccola Aristea 6), 2013, ISBN 978-88-8306-275-9.
- Commedia: tragedia in un atto, traduzione di Filippo Maria Pontani, con una nota di Massimo Peri, Verona: Edizioni del Paniere, 1980.
- Ascetica, traduzione, prefazione e note a cura di Giovanni Bonavia, Reggio Emilia: Città Armoniosa, 1982; Ascetica, o I salvatori di Dio, traduzione e introduzione di Filippomaria Pontani, Milano, Crocetti, 2017, ISBN 978-88-8306-263-6.
- El Greco e lo sguardo cretese, traduzione parziale, a cura di Giovanni Bonavia, Roma: Biblioteca del Vascello (collana Serendipity 28), 1994, ISBN 88-7227-528-8.
- Rapporto al Greco, traduzione di Nicola Crocetti, Milano: Crocetti Editore (collana Aristea 7), 2015; ISBN 978-88-8306-300-8.
- Odissea, traduzione di Nicola Crocetti, Milano, Crocetti Editore (collana Kylix 22), 2020, ISBN 978-88-8306-321-3. Precedenti traduzioni parziali della Odissea:
  - dai canti I, X e XXI a cura di Vittorio Volpi sul sito vittoriovolpi.it
  - in Poeti greci del Novecento, traduzioni e cura di Nicola Crocetti e Filippo Maria Pontani, Milano: Mondadori, 2010 (p. 411-441)
- La sublime ascesa, traduzione di Gilda Tentorio, Milano, Crocetti Editore (collana Mediterranea), 2024, ISBN 978-88-8306-430-2
- Viaggi in Russia, a cura di Gilda Tentorio, Milano, Crocetti, 2025, ISBN 978-88-8306-460-9